# Revillarruz
Revillarruz ist ein Ort und eine Gemeinde (municipio) mit 634 Einwohnern (Stand: 2024) in der Provinz Burgos und der Region Kastilien-León im Norden Spaniens. Die Gemeinde gehört zur Comarca Alfoz de Burgos. Zur Gemeinde gehören die Ortschaften Humienta und Olmosalbos.

## Lage und Klima
Revillarruz liegt in einer Höhe von ca. 910 m etwa 15 km (Fahrtstrecke) südlich von Burgos am Río Ausín. Das Klima im Winter ist rau, im Sommer dagegen trocken und warm; Regen (ca. 627 mm/Jahr) fällt überwiegend im Winterhalbjahr.
In der Gemeinde befindet sich ein großer Windpark.
Durch die Gemeinde führt die Ruta de la Lana, eine Variante des Jakobswegs. 

## Bevölkerungsentwicklung
| Jahr      | 1981 | 1991 | 2001 | 2011 | 2021 |
| Einwohner | 164  | 136  | 155  | 459  | 564  |

## Sehenswürdigkeiten
- Kirche Geburt Johannes des Täufers (Iglesia de la Natividad de San Juan Bautista)
- Martinskirche (Iglesia de San Martín) in Olmosalbos

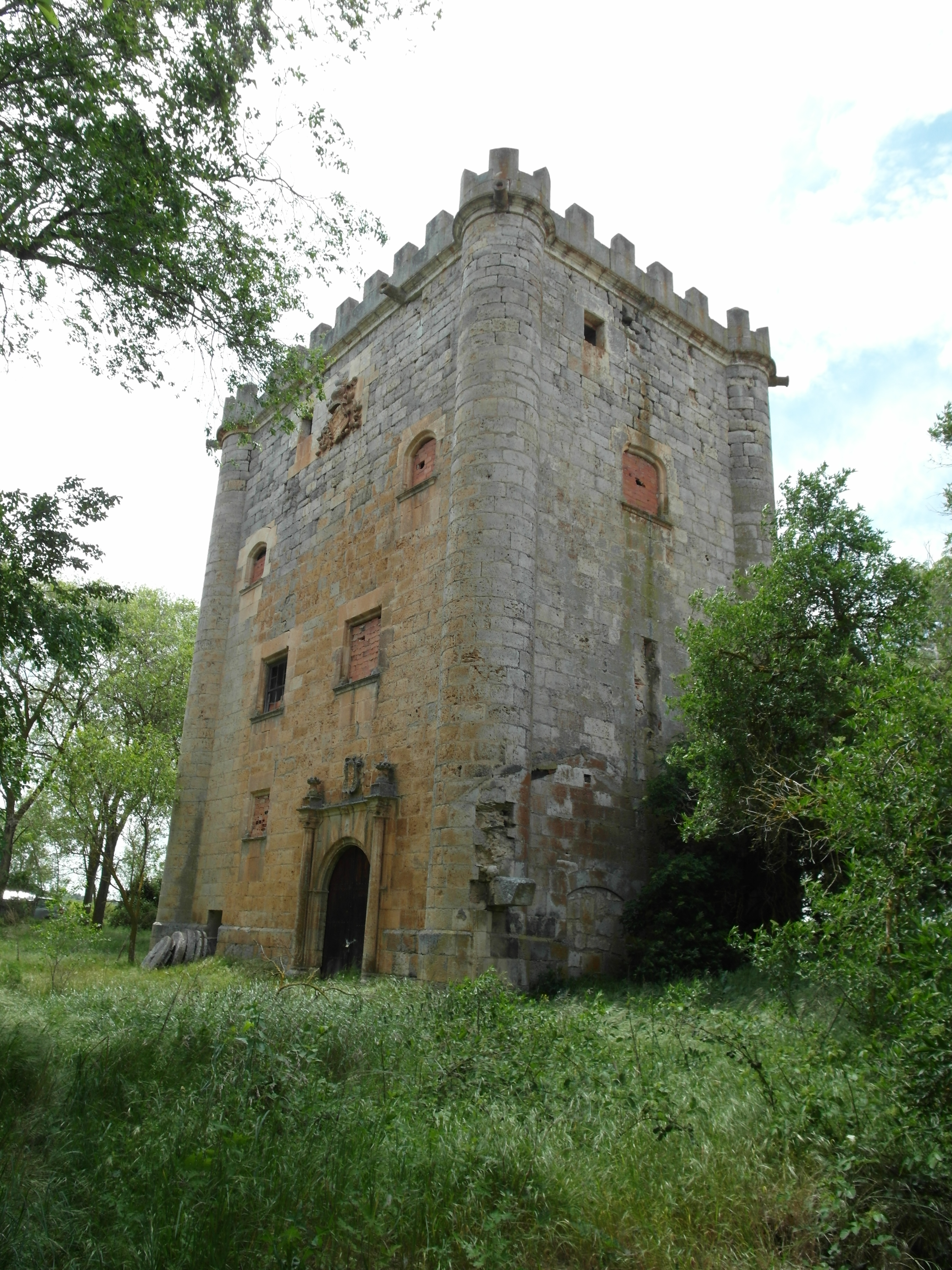
Turm von Olmosalbos
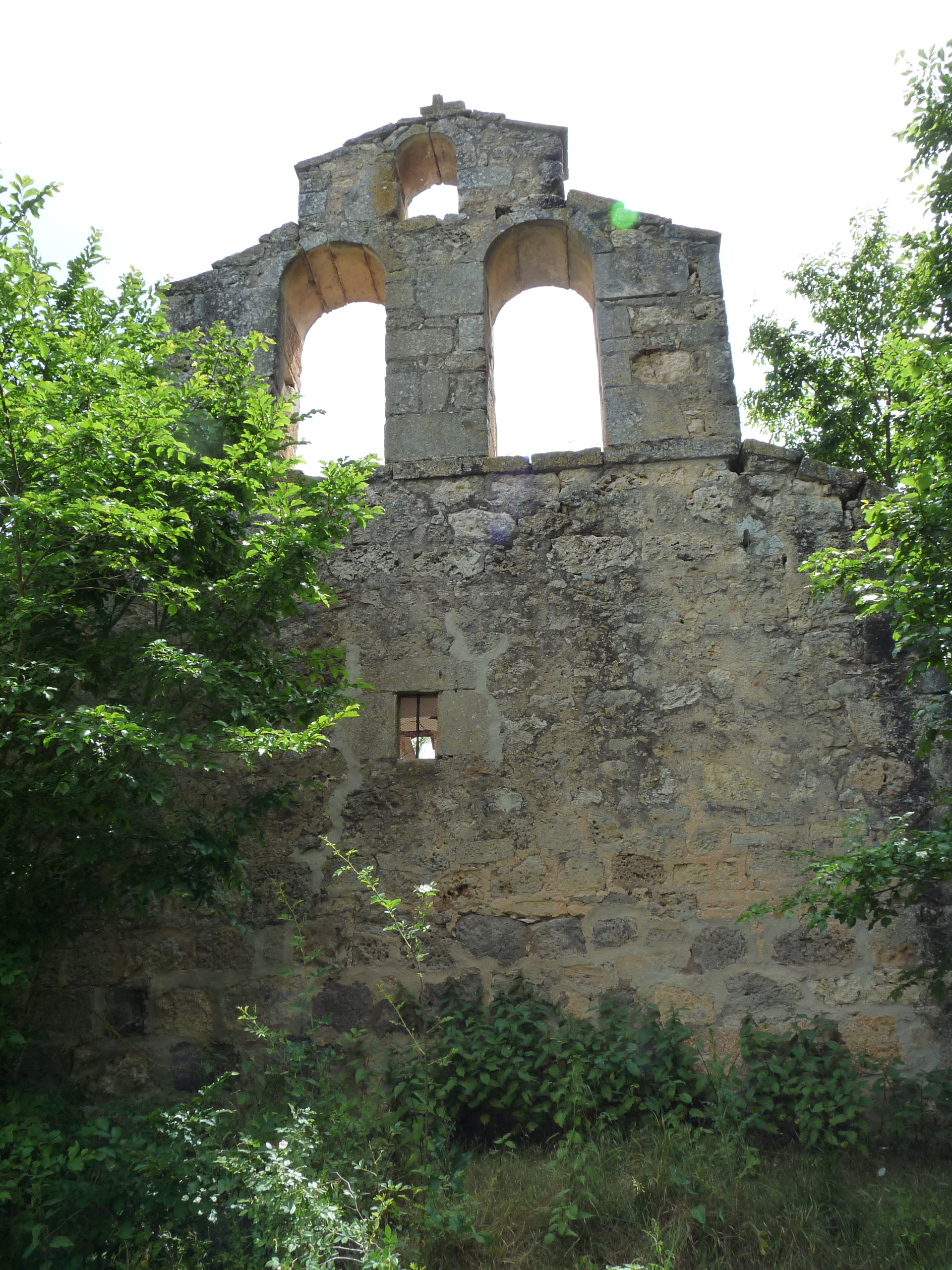
Kirche San Martín

- Turm von Olmosalbos
- Kirche San Martín